# Pro Patria Gallaratese G.B. 2000-2001
Questa voce raccoglie le informazioni riguardanti la Pro Patria Gallaratese G.B. nelle competizioni ufficiali della stagione 2000-2001.

## Stagione
Nella stagione 2000-2001 la Pro Patria disputa il girone A del campionato di Serie C2, raccogliendo 63 punti, ottenendo il terzo posto in classifica, il Padova ha vinto il torneo ed è salito in Serie C1, la seconda promossa è stata la Triestina che ha vinto i playoff, superando in semifinale la Pro Patria ed in finale il Mestre. Agli ordini del nuovo allenatore Gianfranco Motta troviamo una Pro Patria molto rinnovata nei ranghi. L'inizio del torneo non è dei migliori, poi trovato il giusto amalgama i tigrotti risalgono la classifica, al termine del girone di andata sono terzi con 31 punti. Nel girone di ritorno ottengono 32 punti, chiudendo il torneo in zona playoff. Ma perdono la semifinale con la Triestina, rimediando due sconfitte. Con 14 reti all'attivo Tommaso Porfido è stato il miglior marcatore stagionale dei bustocchi, 2 delle quali segnate in Coppa Italia, 11 reti in campionato ed un centro nei playoff a Trieste. Nella Coppa Italia di Serie C la Pro Patria disputa il girone B, che è stato vinto dal Legnano.

## Rosa
| N. |                   | Ruolo | Calciatore                |
| -- | ----------------- | ----- | ------------------------- |
|    | Italia (bandiera) | C     | Patrick Agazzone          |
|    | Italia (bandiera) | A     | Filippo Antonelli Agomeri |
|    | Italia (bandiera) | C     | Giorgio Arienti           |
|    | Italia (bandiera) | C     | Giovanni Arioli           |
|    | Italia (bandiera) | A     | Giuseppe Bugiolacchi      |
|    | Italia (bandiera) | P     | Massimiliano Caniato      |
|    | Italia (bandiera) | P     | Andrea Capelletti         |
|    | Italia (bandiera) | D     | Riccardo Colombo          |
|    | Italia (bandiera) | D     | Lorenzo Cresta            |
|    | Italia (bandiera) | D     | Carmelo Dato              |
|    | Italia (bandiera) | A     | Simone Erba               |

| N. |                   | Ruolo | Calciatore        |
| -- | ----------------- | ----- | ----------------- |
|    | Italia (bandiera) | C     | Piero Ferraresso  |
|    | Italia (bandiera) | C     | David Fiorentini  |
|    | Italia (bandiera) | A     | Daniele Giulietti |
|    | Italia (bandiera) | D     | Emiliano Lugheri  |
|    | Italia (bandiera) | C     | Antonio Manicone  |
|    | Italia (bandiera) | C     | Francesco Matera  |
|    | Italia (bandiera) | C     | Matteo Moretto    |
|    | Italia (bandiera) | A     | Tommaso Porfido   |
|    | Italia (bandiera) | D     | Luca Salvalaggio  |
|    | Italia (bandiera) | D     | Silvio Toniolo    |
|    | Italia (bandiera) | D     | Marco Zaffaroni   |

## Risultati

### Campionato

#### Girone di andata
| Arbitro: | Giammillaro (Messina) |

|                         |           |                     |
| Porfido 24’, 74’ (rig.) | Marcatori | 78’, 85’ Centofanti |

| Arbitro: | Squillace (Catanzaro) |

|           |           |                    |
| Danzè 69’ | Marcatori | 47’ (rig.) Porfido |

| Arbitro: | Di Renzo (Ostia Lido) |

|             |           |  |
| Porfido 57’ | Marcatori |  |

| Arbitro: | Evangelista (Avellino) |

|                                       |           |               |
| Livieri 16’ Angeretti 42’ E. Sala 89’ | Marcatori | 87’ Giulietti |

| Arbitro: | Cavallaro (Legnago) |

|            |           |               |
| Cresta 88’ | Marcatori | 59’ Cingolani |

| Arbitro: | Crugliano (Crotone) |

|                |           |  |
| R. Colombo 49’ | Marcatori |  |

| Arbitro: | Ciancaleoni (Foligno) |

|                                                |           |  |
| Scantamburlo 47’ A. Maniero 67’ Pierotti 90+3’ | Marcatori |  |

| Arbitro: | G. Rocchi (Firenze) |

|                |           |                             |
| Ferraresso 55’ | Marcatori | 42’ (aut.) Lugheri 80’ Lomi |

| Arbitro: | Cigalotti (Milano) |

|                                  |           |                          |
| Andorno 11’ Mirabelli 47’ (rig.) | Marcatori | 3’ Arioli 18’ Ferraresso |

| Arbitro: | P.S. Mazzoleni (Bergamo) |

|                               |           |  |
| Toniolo 4’ Porfido 17’ (rig.) | Marcatori |  |

| Arbitro: | Santoro (Domodossola) |

|  |           |                                        |
|  | Marcatori | 63’ (rig.) Porfido 81’, 85’ Ferraresso |

| Arbitro: | Capozzi (Vicenza) |

|                    |           |  |
| Porfido 82’ (rig.) | Marcatori |  |

| Arbitro: | Herberg (Messina) |

|  |           |                |
|  | Marcatori | 14’ Ferraresso |

| Arbitro: | Nappi (Napoli) |

|  |           |               |
|  | Marcatori | 89’ Giulietti |

| Arbitro: | P. Rocchi (Orvieto) |

|                        |           |            |
| Lugheri 15’ Erba 45+1’ | Marcatori | 64’ Mateos |

| Arbitro: | Giachero (Pinerolo) |

|           |           |  |
| Zalla 75’ | Marcatori |  |

| Arbitro: | Amato (Castellammare di Stabia) |

|              |           |  |
| Dato 4’, 86’ | Marcatori |  |

#### Girone di ritorno
| Arbitro: | Ferrari (Roma) |

|                |           |  |
| Gasparetto 55’ | Marcatori |  |

| Busto Arsizio 21 gennaio 2001 19ª giornata | Pro Patria               | 0 – 0 | Moncalieri | Stadio Carlo Speroni\| Arbitro: \| P.S. Mazzoleni (Bergamo) \| |
| Arbitro:                                   | P.S. Mazzoleni (Bergamo) |       |            |                                                                |

| Meda 23 gennaio 2001 20ª giornata | Meda                     | 0 – 0 | Pro Patria | Stadio Città di Meda\| Arbitro: \| Battistella (Conegliano) \| |
| Arbitro:                          | Battistella (Conegliano) |       |            |                                                                |

| Arbitro: | Squillace (Catanzaro) |

|                                            |           |                                     |
| Porfido 16’ (rig.) Dato 39’ Ferraresso 80’ | Marcatori | 35’ Gruttadauria 41’ (rig.) Livieri |

| Novara 11 febbraio 2001 22ª giornata | Novara                      | 0 – 0 | Pro Patria | Stadio Silvio Piola\| Arbitro: \| Ambrosino (Torre del Greco) \| |
| Arbitro:                             | Ambrosino (Torre del Greco) |       |            |                                                                  |

| Arbitro: | Semeraro (Taranto) |

|  |           |                    |
|  | Marcatori | 65’ (rig.) Porfido |

| Arbitro: | Angrisani (Salerno) |

|                                               |           |  |
| Salvalaggio 39’ Porfido 57’ (rig.) Arioli 86’ | Marcatori |  |

| Bolzano 12 marzo 2001 25ª giornata | Südtirol        | 0 – 0 | Pro Patria | Stadio Druso\| Arbitro: \| Micoli (Tivoli) \| |
| Arbitro:                           | Micoli (Tivoli) |       |            |                                               |

| Busto Arsizio 18 marzo 2001 26ª giornata | Pro Patria    | 0 – 0 | Pro Vercelli | Stadio Carlo Speroni\| Arbitro: \| Cenni (Imola) \| |
| Arbitro:                                 | Cenni (Imola) |       |              |                                                     |

| Arbitro: | Padovan (Conegliano) |

|  |           |                    |
|  | Marcatori | 89’ (aut.) Bellemo |

| Arbitro: | Bergonzi (Genova) |

|          |           |  |
| Erba 37’ | Marcatori |  |

| Arbitro: | P. Rossi (Forlì) |

|  |           |            |
|  | Marcatori | 8’ Porfido |

| Busto Arsizio 14 aprile 2001 30ª giornata | Pro Patria         | 0 – 0 | Pro Sesto | Stadio Carlo Speroni\| Arbitro: \| Semeraro (Taranto) \| |
| Arbitro:                                  | Semeraro (Taranto) |       |           |                                                          |

| Busto Arsizio 22 aprile 2001 31ª giornata | Pro Patria     | 0 – 0 | Biellese | Stadio Carlo Speroni\| Arbitro: \| Zenere (Schio) \| |
| Arbitro:                                  | Zenere (Schio) |       |          |                                                      |

| Arbitro: | D'Aguanno (Marsala) |

|             |           |               |
| Compare 18’ | Marcatori | 63’ Zaffaroni |

| Arbitro: | Angrisani (Salerno) |

|                                             |           |           |
| Ferraresso 6’ Arioli 10’ Manucci 66’ (aut.) | Marcatori | 52’ Zalla |

| Arbitro: | G. Rossi (Rimini) |

|  |           |                  |
|  | Marcatori | 24’ (aut.) Bacis |

### Playoff
| Arbitro: | Vicinanza (Albenga) |

|                   |           |  |
| Parisi 29’ (rig.) | Marcatori |  |

| Arbitro: | Palanca (Roma) |

|                        |           |                                    |
| Porfido 43’ Arioli 61’ | Marcatori | 5’ Masolini 80’, 84’ (rig.) Parisi |

### Coppa Italia

#### Girone B
| Busto Arsizio 17 agosto 2000 1ª giornata | Pro Patria          | 0 – 0 | Legnano | Stadio Carlo Speroni\| Arbitro: \| Cavallaro (Legnago) \| |
| Arbitro:                                 | Cavallaro (Legnago) |       |         |                                                           |

| Arbitro: | Lops (Torino) |

|                |           |             |
| Tagliani 90+4’ | Marcatori | 69’ Porfido |

| Arbitro: | Amato (Castellammare di Stabia) |

|                             |           |  |
| Porfido 72’ Bugiolacchi 93’ | Marcatori |  |

| Como 27 agosto 2000 4ª giornata | Como                     | 0 – 0 | Pro Patria | Stadio Giuseppe Sinigaglia\| Arbitro: \| P.S. Mazzoleni (Bergamo) \| |
| Arbitro:                        | P.S. Mazzoleni (Bergamo) |       |            |                                                                      |

| 30 agosto 2000 5ª giornata |  | – Turno di riposo Pro Patria |  |  |